# Nico Vega
Nico Vega – zespół rockowy założony w 2005 roku w Los Angeles (USA) przez Mike’a Pena. W skład zespołu wchodzą wokalistka Aja Volkman, gitarzysta Rich Koehler oraz perkusista Dan Epand.

## Historia zespołu
Aja Volkman zaczęła pisać teksty piosenek w szkole średniej w Eugene w stanie Oregon. Po przeniesieniu się do Los Angeles zaczęła solowo występować na scenach, mając nadzieje na złożenie pełnego składu zespołu. Po jednym z jej występów w 2005 r., zwrócił się do niej Mike Pena z propozycją dołączenia Ajii do zespołu z nim i z Richem Koehlerem. Nazwali się Nico Vega po matce Mike’a. W 2007 Mike opuścił zespół dla kariery aktorskiej, jak i dla rodziny. Wtedy też do zespołu jako bębniarz dołączył Dan Epand, który w znacznej mierze wpłynął na kreatywność członków bandu.
Nico Vega sami wydali kilka niezależnych EP’ek oraz nagrywali własne teledyski, aby wypromować swoją muzykę. Ciężka praca nie poszła na marne, jako że przykuli uwagę sławnego menadżera rockowego Doca McGhee z McGhee Entertainment, jednak już wtedy mieli podpisany kontrakt na nagranie z MySpace Records.
W 2009, Nico Vega wypuścił pierwszy album studyjny zatytułowany „Nico Vega”. Pomimo prób zwrócenia na siebie uwagi Linda Perry, producentem albumu został ostatecznie przyjaciel zespołu, Tim Edgar, a Linda wyprodukowała 3 utwory: „So So Fresh”, „Wooden Dolls” i „Gravity”. Płytę zmiksował Tchad Blake.
Po wydaniu własnego krążka, pozostali bardzo aktywni, jeżdżąc na trasy z Gavinem Rossdale’em (Bush), Semi Precious Weapons, Neon Trees, Manic Street Preachers, oraz Shiny Toy Guns. W 2010 suportowali The Soundtrack of Our Lives, Metric, Sweethead, Saint Motel, i Imagine Dragons. W 2011 natomiast wybrali się w trasy z She Wants Revenge oraz Blondie, a w 2012 z Neon Trees. W 2013 supportowali koncerty Imagine Dragons, Atlas Genius i Crash Kings.
Obecnie zespół koncertuje promując swój kolejny minialbum zatytułowany „We Are The Art”, który został wydany przez Five Seven Music na wiosnę 2013 r. W październiku 2012 ukazał się pierwszy singiel z płyty pt. „We Are The Art”, który można pobrać za darmo z Vice. Teledysk napisał i wyreżyserował Daniel Epand, perkusista zespołu. Kolejny singiel pt. „Easier” ukazał się w grudniu 2012. Dużą popularność osiągnął utwór „Beast”, który został użyty w trailerze do gry komputerowej BioShock Infinite.

## Muzycy
Obecni członkowie
- Aja Volkman – śpiew (od 2005)
- Rich Koehler – gitara elektryczna (od 2005)
- Dan Epand – perkusja (od 2007)
- Michael Peña – perkusja (2005–2007, od 2023)

Byli członkowie
- Jamila Weaver – gitara basowa (od 2012)

## Dyskografia

### Albumy
- Nico Vega (MySpace Records, 3 lutego 2009)
- Lead to Light (2014)
- Make it Out Alive (2024)

### EP’ki
- Chooseyourwordspoorly (własne wydawnictwo, 3 kwietnia 2006)
- Cocaine Cooked the Brain (IAMSOUND Records, 21 sierpnia, 2007)
- No Child Left Behind (MySpace Records, 2 października 2007)
- Nico Vega Covers Nico Vega and Rod Stewart (własne wydawnictwo, 3 stycznia 2011)
- Fury Oh Fury (Five Seven Music, 8 lutego 2013)
- Wars (2018)

### Single
- Beast (2009)
- We Are the Art (2012)
- Bang Bang (My Baby Shot Me Down) (2013)
- I Believe (Get Over Yourself) (2014)
- Perfect Day (2015)
- Little Operator (2018)
- $5 (2024)
- "Crazy Things We Do For Love" (2024)
- "Make It Out Alive" (2024)